# ウーゴ・オルランディ
ウーゴ・オルランディ（Ugo Orlandi, 1958年 - ）は、イタリアのマンドリン奏者。
ブレシア出身。ブレシア音楽教育協会でマンドリンとトランペットを学んだ。1975年、パドヴァ音楽院に入学してマンドリンをジュゼッペ・アネダに師事し、またトランペットでも学位を得た。
1980年からパドヴァ音楽院のマンドリン科教授を務め、2007年にはミラノ音楽院に移った。
マンドリン奏者としてクラウディオ・シモーネ率いるイ・ソリスティ・ヴェネティとたびたび共演している。
門下生には、同志社大学マンドリンクラブ顧問の石村隆行らがいる。
また音楽学者として音楽史の研究も行っており、共著書に『1520-1724 Liutai in Brescia』がある
。